# Au (Vorarlberg)
Au ist eine vom Tourismus geprägte Gemeinde mit 1876 Einwohnern (Stand 1. Jänner 2024) im Bezirk Bregenz im österreichischen Bundesland Vorarlberg.

## Geografie
Au liegt im westlichsten Bundesland Österreichs, Vorarlberg, im Bezirk Bregenz im hinteren Teil des Bregenzerwaldes.
40,0 % der Fläche sind bewaldet und 34,4 % der Fläche Alpen.

### Gemeindegliederung
Das Gemeindegebiet umfasst folgende zwei Ortschaften (in Klammern Einwohnerzahl Stand 1. Jänner 2024):
- Au (1120)
- Rehmen (756)

Die Ortsteile der Gemeinde Au sind
- Rehmen
- Mühle
- Lebernau
- Lugen
- Schrecken
- Wieden
- Argenstein
- Leue
- Argenau
- Lisse
- Argenzipfel
- Jaghausen
- Am Stein
- Kreuzgasse
- Halde
- Neugrund
- Neudorf
- Bündt

### Nachbargemeinden
| Mellau          | Schnepfau                                   | Bizau Bezau |
| Damüls          | Kompassrose, die auf Nachbargemeinden zeigt | Schoppernau |
| Fontanella (BZ) | Sonntag (BZ)                                |             |

## Geschichte

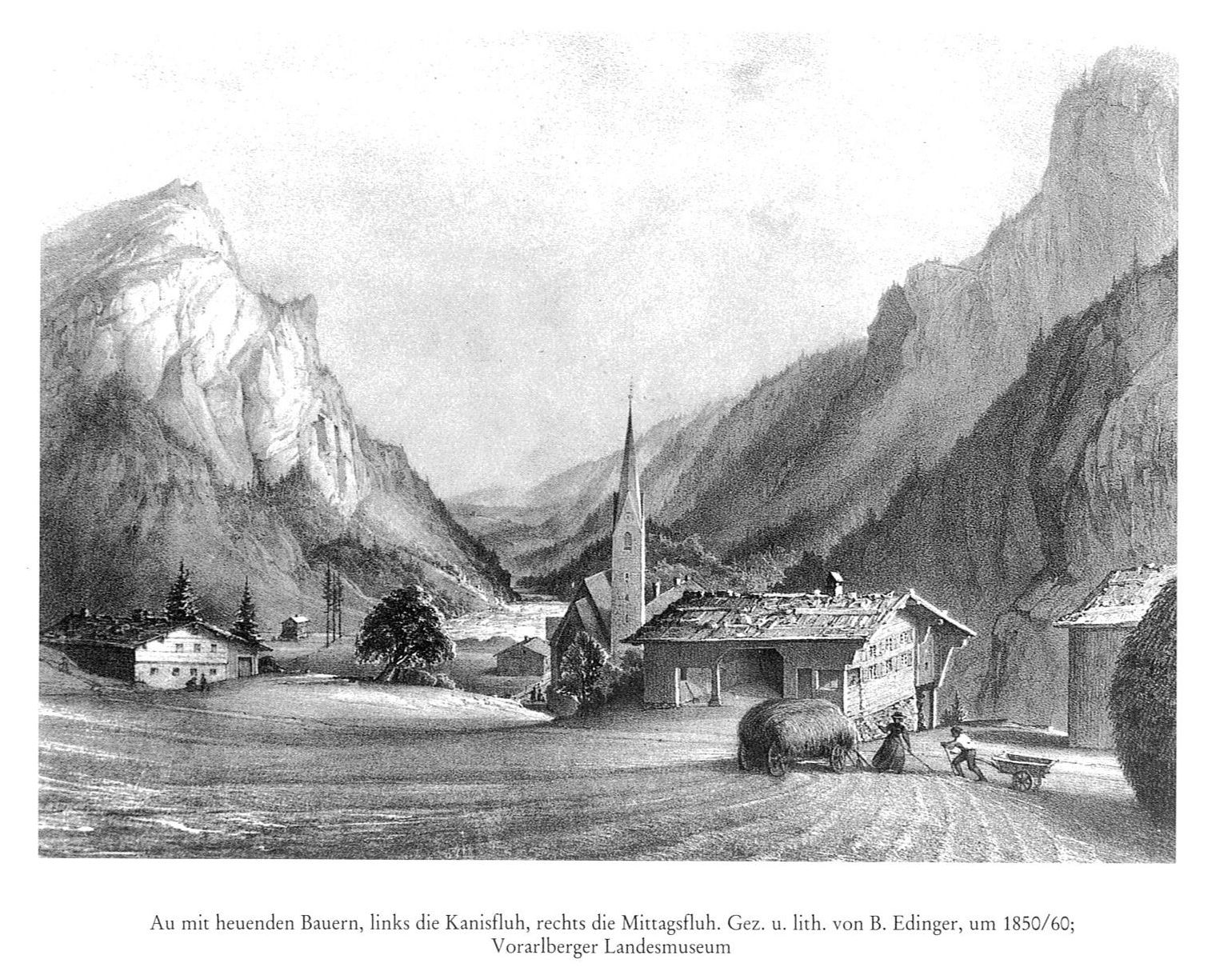
Blick vom Grunholz auf Au mit heuenden Bauern (um 1850/60)

Die ersten Bewohner im Gebiet von Au waren ursprünglich Alemannen und kamen meist aus der Vorarlberger Rheintalebene oder dem Bregenzer Gebiet. Eine dauerhafte Besiedlung dürfte schon etwa zwischen 1200 und 1300 erfolgt sein, wurde doch 1372 schon eine Kapelle in Jaghausen eingeweiht.
Das Gebiet der heutigen Gemeinde war in Besitz von König Rudolf von Habsburg, der das Gebiet später den Grafen von Bregenz-Montfort abtrat. Die Grafen von Feldkirch-Montfort erhielten das Gebiet durch Erbteilung und nutzten es für die Jagd. Zu dieser Zeit entstand der Name „Jaghausen in den Owen“, da die Grafen hier ihr Jagdhaus erbaut hatten. Im Jahre 1375 verkaufte Graf Hugo von Montfort das Gebiet an Österreich.
Au war das Zentrum der Auer Zunft, die wesentlich für die barocke Architektur in Süddeutschland, der Schweiz und dem Elsass verantwortlich war. In Au entwickelten die dort ansässigen Baumeisterfamilien Thumb und Beer im 17. Jahrhundert das barocke Vorarlberger Münsterschema:
Westfassade mit Turmpaar, wenig vorkragende Seitenschiffe, Kreuzung überkuppelt, mit seitlichen Emporen und Galerien
Im November 1762 ereignete sich ein großer Felssturz am Korbschroffen und veränderte das Landschaftsbild maßgeblich.
Von 1805 bis 1814 gehörte der Ort zu Bayern, dann wieder zu Österreich. Das alte Schulhaus in Jaghausen wurde 1825 eröffnet und im Jahre 1850 wurde in Rehmen ein eigenes Schulhaus gebaut. Zum österreichischen Bundesland Vorarlberg gehört Au seit dessen Gründung 1861.
Der Ort war 1945 bis 1955 Teil der französischen Besatzungszone in Österreich.

## Kultur und Sehenswürdigkeiten
- Katholische Pfarrkirche Au hl. Leonhard: Die Pfarrkirche Hl. Leonhard ist im NO von einem ummauerten Friedhof umgeben. Sie wurde anstelle einer Kapelle (stand an dieser Stelle bereits seit 1372) um 1390 im gotischen Stil erbaut. 1788 wurde die Kirche vergrößert und barockisiert. 1981 bis 1983 wurde die Kirche innen und außen restauriert und 2008 wurde die Kirche außen samt Turm und Friedhofsmauern saniert, mit Lärchenschindeln neu eingedeckt (ausg. die Ostseite) sowie Turmkugel und Turmkreuz frisch vergoldet. Besonders sehenswert sind die geschnitzte Kanzel (18. Jahrhundert) und die Steinmetzarbeiten beim linken Seitenaltar (1652, aus Auer Marmor). Der Hochaltar wurde um 1890 von Marggraf und Bertle erstellt und das Altarbild „Guter Hirte“ stammt von Wendelin Moosbrugger. Die Kirchentüre trägt ein Vorarlberger Wappen.
- Barockbaumeister Museum Au: wurde 2021 im ehemaligen Kuratenhaus (16. Jh.) in Rehmen, gegenüber der Kuratienkirche Rehmen, eröffnet und zeigt das Schaffen der Auer Zunft.[3]
- Kuratienkirche Rehmen: Die Kirche wurde 1664 erbaut und Anfang des 18. Jahrhunderts vergrößert. 1717 wurde die Kirche geweiht und 1934 erweitert. 2012 erfolgte nach 1962 wieder eine Renovation des Zwiebelturmes samt Glockenstuhl und Goldkugel. Sehenswert sind der Hochaltar (um 1700) und das Altarbild „Heilige Familie“ des Malers Wendelin Moosbrugger (sein Vater Leopold Moosbrugger war einer der „Käsgrafen“ aus Rehmen) um 1800.
- Wallfahrtskapelle Maria Schnee in Argen
- Wallfahrtskapelle Unsere Liebe Frau im Walde in Berngat
- Naturschutzgebiet Auer Ried und Naturdenkmal Wildflyschaufschluss Mitteltobelbach.

## Wirtschaft und Infrastruktur

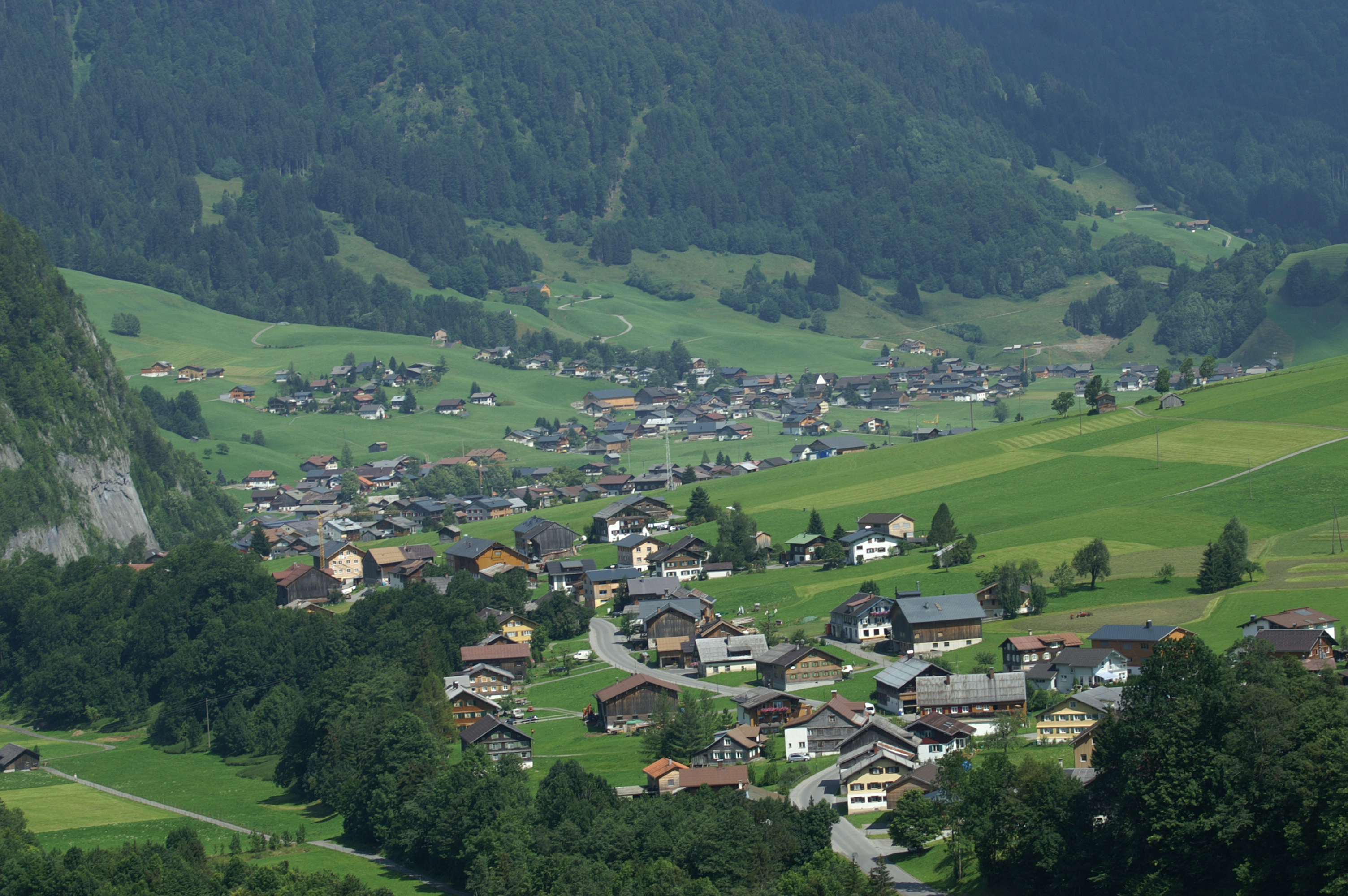
The districts of Rehmen and Argenzipfel of Au –view from the Faschina Straße (L193)

Am Ort gab es im Jahr 2003 58 Betriebe der gewerblichen Wirtschaft mit 349 Beschäftigten und 38 Lehrlingen. Lohnsteuerpflichtige Erwerbstätige gab es 709. Tourismus und Fremdenverkehr sind wichtig. Im Tourismusjahr 2001/2002 gab es insgesamt 191.173 Übernachtungen.

### Ansässige Unternehmen
Stellten im 19. Jahrhundert noch die „Käsgrafen“ aus der Familie Moosbrugger (aus Rehmen) die Auslieferung des Käses in der Monarchie und in der Lombardei sicher, so übernahmen in der Folge die genossenschaftlich organisierte Alma und die Privatkäserei Rupp in Lochau die Vermarktung des Vorarlberger Alp- und Bergkäses. In der Parzelle Rehmen wird noch eine genossenschaftliche Sennerei betrieben.
Au hat eine große Anzahl an Handwerksbetrieben (Bauunternehmen, Zimmereien, Tischler, Fensterbauer, Transportunternehmer, Spengler, Fliesenleger, Installateure, Elektriker, Schindeler, Maler, Kraftfahrzeugmechaniker …).

### Bildung
- In Au gibt es einen Kindergarten und (Stand Januar 2003) 333 Schüler (Volks- und Mittelschule). Die Schüler der Vorarlberger Mittelschule kommen aus Au und den Sprengelgemeinden Schoppernau, Schnepfau, Schröcken, Warth und Damüls.
- Das Vorarlberger Kinderdorf wurde 1951 durch Kaplan Hugo Kleinbrod in Au-Rehmen gegründet und Ende der 1970er Jahre nach Bregenz, Kronhalde übersiedelt.

## Politik

### Gemeindevertretung
In Vorarlberg wählen die Bürger alle fünf Jahre die Mitglieder der Gemeindevertretung durch Ankreuzen eines Listen-Wahlvorschlages bzw. durch Mehrheitswahl wenn kein Listenvorschlag vorliegt. Weiters den Bürgermeister durch Ankreuzen eines Wahlvorschlages.
Die Gemeindevertretung wählt in der konstituierenden Sitzung aus ihrer Mitte – sofern keine Wahl durch die Bürger zustande kam – gemäß § 61 Gemeindegesetz einen Bürgermeister und dann einen mindestens dreiköpfigen Gemeindevorstand. Die Zahl dieser „Gemeinderäte“ darf aber gemäß § 55 den vierten Teil der Zahl der Gemeindevertreter nicht übersteigen.
Der Bürgermeister führt den Vorsitz bei den generell öffentlichen Sitzungen der Gemeindevertretung, in denen kommunale Belange besprochen und Beschlüsse gefasst werden. Beobachter haben kein Mitspracherecht und kein Stimmrecht. Die Gemeindevertretung kann nach Bedarf Ausschüsse bestellen. Sitzungen des Gemeindevorstandes und der Ausschüsse sind nicht öffentlich.

#### Sitzverteilung nach den Wahlen
- Gemeindevertretungswahlen 1985: Auer Liste 13, Freie Bürgerliste 2.[6]
- Gemeindevertretungswahlen 1990: Auer Liste 15.[7]
- Gemeindevertretungswahlen 1995: Auer Liste 18.[8]
- Gemeindevertretungswahlen 2000: Auer Liste – AL 18.[9]
- Gemeindevertretungswahlen 2005: Auer Liste (AL) 18.[10]
- Gemeindevertretungswahlen 2010: Auer Liste – AL 18.[11]
- Gemeindevertretungswahlen 2015: Auer Liste – AL 18.[12]
- Gemeindevertretungswahlen 2020: Auer Liste – AL 18.[13]
- Gemeindevertretungswahlen 2025: Auer Liste – AL 18.[14]

### Bürgermeister
- 1945–1946 Pius Beer[15]

- 1946–1950 Anton Fuchs[15]
- 1950–1954 Josef Beer[15]
- 1954–1975 Anton Friedle[15]
- 1975–1985 Johann Madlener[15]
- 1985–1993 Georg Ammann (Auer Liste)[15]
- 1993–2013 Pius Natter (Auer Liste)[15]
- seit 2013 Andreas Simma (Auer Liste)[16]

### Wappen
Folgendes Wappen wurde der Gemeinde 1930 verliehen: Ein blauer, von einer eingebogenen silbernen Spitze durchzogener Schild. Die Spitze ist mit einer abgeledigten natürlichen entwurzelten Tanne belegt und von je einem silbernen, golden besamten Edelweiß an beblättertem Stängel begleitet.

## Söhne und Töchter der Gemeinde

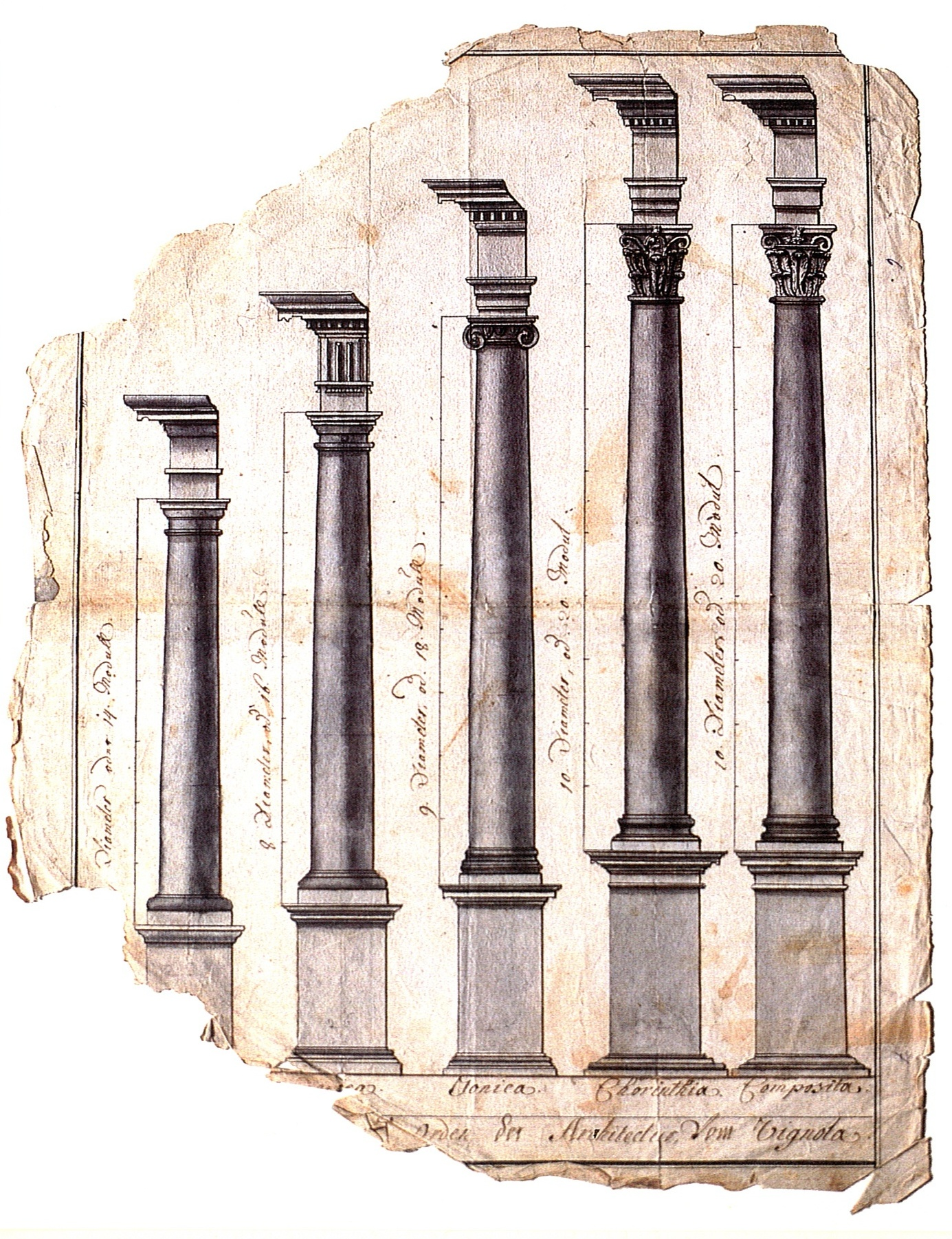
Die fünf Ordnungen, aus Vignolas Regole delle cinque ordini d’architettura. Aus den Auer Lehrgängen der Auer Zunft um 1715

- Michael Beer (* 1605 in Au; † 1666 ebenda), Baumeister und Begründer der Auer Zunft; Vater von Franz Beer
- Valerian Brenner (* 26. März 1652 in Au; † 27. April 1715 in Günzburg), Baumeister des Vorarlberger Barocks
- Caspar Moosbrugger (* 1656 in Au; † 1723 in Einsiedeln), Auer Zunft
- Franz Beer von Au (* 1659 in Au; † 17. Mai 1722 ebenda), Auer Zunft
- Franz Beer von Bleichten (* 1660 in Au; † 1726 in Bezau), Baumeister der Auer Zunft, Sohn von Michael Beer
- Michael Thumb (* um 1640 in Au-Argenau; † 1690 in Bezau), Vorarlberger Baumeister des Barock, Vater von Peter Thumb
- Hans Willam (* 1702 in Au; † 1784 in St. Peter (Hochschwarzwald)), Maurer, Polier und Architekt, Mitglied der Auer Zunft
- Johann Ferdinand Beer (* 1731 in Au; † 1789 ebenda), Baumeister
- Wendelin Moosbrugger (* 1760 in Au-Rehmen; † 1849 in Aarau), Porträt- und Miniaturenmaler
- Kaspar Moosbrugger (* 1830  in Au-Schrecken; † 1917 in Nüziders), Gerichtsadjunkt, Schriftsteller, Parteigründer und Schwager von Franz Michael Felder (1839–1869).
- Kaspar Albrecht (* 1889 in Au-Rehmen; † 1970 ebenda), Architekt und Bildhauer
- Natalie Beer (* 1903 in Au; † 1987 in Rankweil), Schriftstellerin
- Walter Lingg sen. (* 1925 in Au; † 2000 in Feldkirch), Hotelier, Touristiker und Politiker
- Herbert Albrecht (* 1927 in Au-Rehmen; † 2021), Bildhauer und Professor an der Technischen Universität Prag
- Monika Helfer (* 1947 in Au), Schriftstellerin
- Kilian Albrecht (* 1973 in Au), Skirennläufer
- Gigi Rüf (* 1981 in Au), Snowboarder
- Mathias Moosbrugger (* 1982 in Au), Historiker und katholischer Theologe
- Philipp Lingg (* 1984 in Au), Musiker, Komponist und Texter
- Jan Zwischenbrugger (* 1990 in Au), Fußballspieler
- Victoria Olivier (* 2004), Skirennläuferin
- Christopher Olivier (* 2006 in Au), Fußballspieler